# Hegetor herculeus
Hegetor herculeus är en fjärilsart som beskrevs av Karsch 1899. Hegetor herculeus ingår i släktet Hegetor och familjen snigelspinnare. Inga underarter finns listade i Catalogue of Life.